# O Menino da Porteira (trilha sonora)
O Menino da Porteira (também chamado de As Músicas do Filme "O Menino da Porteira") é o décimo segundo álbum de estúdio do cantor brasileiro Daniel em carreira solo. Foi lançado em 24 de fevereiro de 2009 pela Warner Music. Este é o álbum para a trilha sonora do filme O Menino da Porteira (2009), e teve como sucessos as canções "O Menino da Porteira" e "Tocando em Frente", além de trazer as inéditas "Boiada" e "Arribada". A canção "Disparada" entrou para a trilha sonora da novela Araguaia, exibida pela TV Globo.
O álbum foi nomeado na categoria Melhor Álbum de Música de Raízes Brasileiras - Regional Nativa na  10.ª entrega anual do Grammy Latino, e venceu.

## Lista de faixas
| N.º            | Título                                                              | Compositor(es)                                                      | Duração |  |
| 1.             | "O Menino da Porteira"                                              | Luizinho / Teddy Vieira                                             | 3:18    |  |
| 2.             | "Índia (India)"                                                     | José Asuncion Flores / Manuel Ortiz Guerrero (Versão: José Fortuna) | 3:52    |  |
| 3.             | "Tocando em Frente"                                                 | Almir Sater / Renato Teixeira                                       | 3:43    |  |
| 4.             | "Disparada"                                                         | Geraldo Vandré / Théo de Barros                                     | 3:58    |  |
| 5.             | "Cabecinha no Ombro"                                                | Paulo Borges                                                        | 3:44    |  |
| 6.             | "Boiada"                                                            | Rick / Daniel                                                       | 3:01    |  |
| 7.             | "Vida Estradeira"                                                   | Nelson Ayres                                                        | 3:20    |  |
| 8.             | "Meu Reino Encantado" (intérpretes: José Camillo e Mazinho Quevedo) | Valdemar Reis / Vicente P. Machado                                  | 3:29    |  |
| 9.             | "Arribada"                                                          | Rick                                                                | 3:35    |  |
| 10.            | "Meu Querido Santo Antônio" (part. Carlos Careqa)                   | Carlos Careqa                                                       | 4:31    |  |
| 11.            | "Índia (India)" (faixa bônus - instrumental)                        | José Asuncion Flores / Manuel Ortiz Guerrero                        | 3:52    |  |
| 12.            | "O Menino da Porteira" (faixa bônus - versão acústica)              | Luisinho / Teddy Vieira                                             | 3:36    |  |
| Duração total: | Duração total:                                                      | Duração total:                                                      | 43:38   |  |

## Prêmios e indicações
| Ano  | Premiação     | Categoria                                                      | Resultado | Ref.        |
| ---- | ------------- | -------------------------------------------------------------- | --------- | ----------- |
| 2009 | Grammy Latino | Melhor Álbum de Música de Raízes Brasileiras - Regional Nativa | Venceu    | [ 7 ] [ 8 ] |